# Atsushi Takahashi
Pour les articles homonymes, voir Takahashi.
Atsushi Takahashi (高橋篤志, Takahashi Atsushi) est un astronome amateur japonais, né en 1965. D'après le Centre des planètes mineures, il a co-découvert vingt-deux astéroïdes avec Kazurō Watanabe.
L'astéroïde (4842) Atsushi porte son nom.

## Astéroïdes découverts
| Astéroïdes découverts : 22 | Astéroïdes découverts : 22 | Astéroïdes découverts : 22 |
| -------------------------- | -------------------------- | -------------------------- |
| (4644) Oumu                | 16 septembre 1990          | [1]                        |
| (4677) Hiroshi             | 26 septembre 1990          | [1]                        |
| (4746) Doi                 | 9 octobre 1989             | [1]                        |
| (4795) Kihara              | 7 février 1989             | [1]                        |
| (4905) Hiromi              | 15 mai 1991                | [1]                        |
| (5214) Oozora              | 13 novembre 1990           | [1]                        |
| (5750) Kandatai            | 11 avril 1991              | [1]                        |
| (6049) Toda                | 2 novembre 1991            | [1]                        |
| (6644) Jugaku              | 5 janvier 1991             | [1]                        |
| (6778) Tosamakoto          | 4 octobre 1989             | [1]                        |
| (7826) Kinugasa            | 2 novembre 1991            | [1]                        |
| (10319) Toshiharu          | 11 octobre 1990            | [1]                        |
| (12734) Haruna             | 29 octobre 1991            | [1]                        |
| (13540) Kazukitakahashi    | 29 octobre 1991            | [1]                        |
| (15716) Narahara           | 29 novembre 1989           | [1]                        |
| (15729) Yumikoitahana      | 16 octobre 1990            | [1]                        |
| (20019) Yukiotanaka        | 2 novembre 1991            | [1]                        |
| (23495) Nagaotoshiko       | 29 octobre 1991            | [1]                        |
| (24726) 1991 VY            | 2 novembre 1991            | [1]                        |
| (48433) 1989 US1           | 29 octobre 1989            | [1]                        |
| (73705) 1991 UR2           | 31 octobre 1991            | [1]                        |
| (129454) 1991 UQ2          | 31 octobre 1991            | [1]                        |
| - [1] avec Kazurō Watanabe |                            |                            |